# مانوئلا زورچر
مانوئلا زورچر (انگلیسی: Manuela Zürcher؛ زادهٔ ۱۵ سپتامبر ۱۹۸۲) بازیکن فوتبال اهل سوئیس است.
وی همچنین در تیم ملی فوتبال زنان سوئیس بازی کرده‌است.